# لوبتس
لوبتس (بالألمانية: Lübz) هي بلدة ألمانية تقع في ألمانيا في مكلنبورغ فوربومرن.[بحاجة لمصدر] يقدر عدد سكانها بـ 6,356 نسمة .

## أعلام
- ويلهلم أهرينس